# Geografía de Baréin

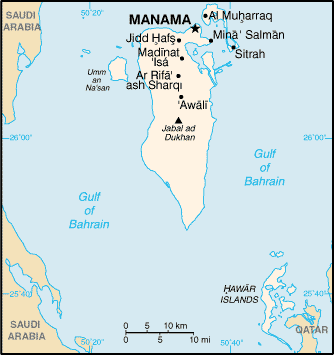
Mapa de Baréin.

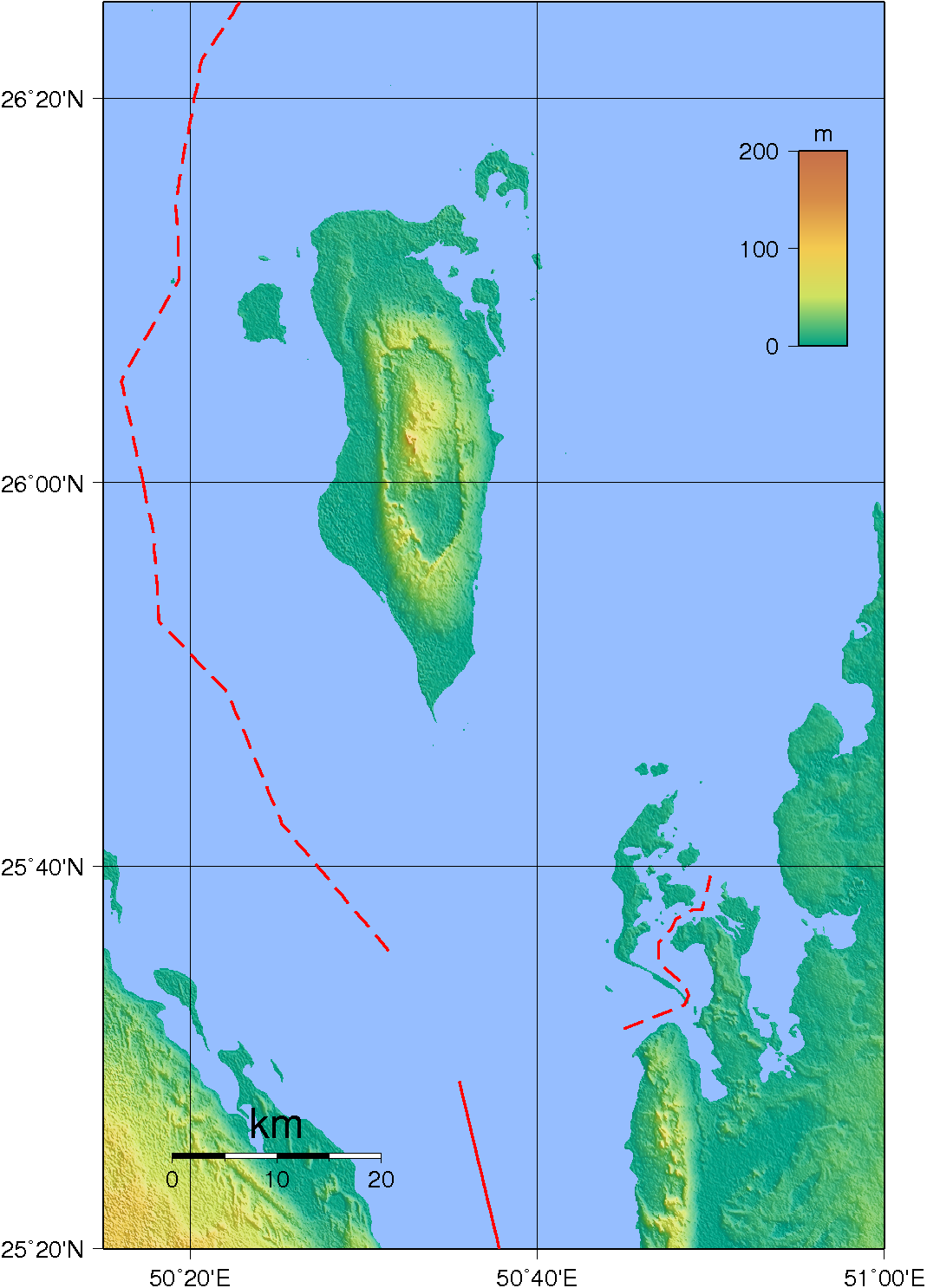
Mapa de relieve.

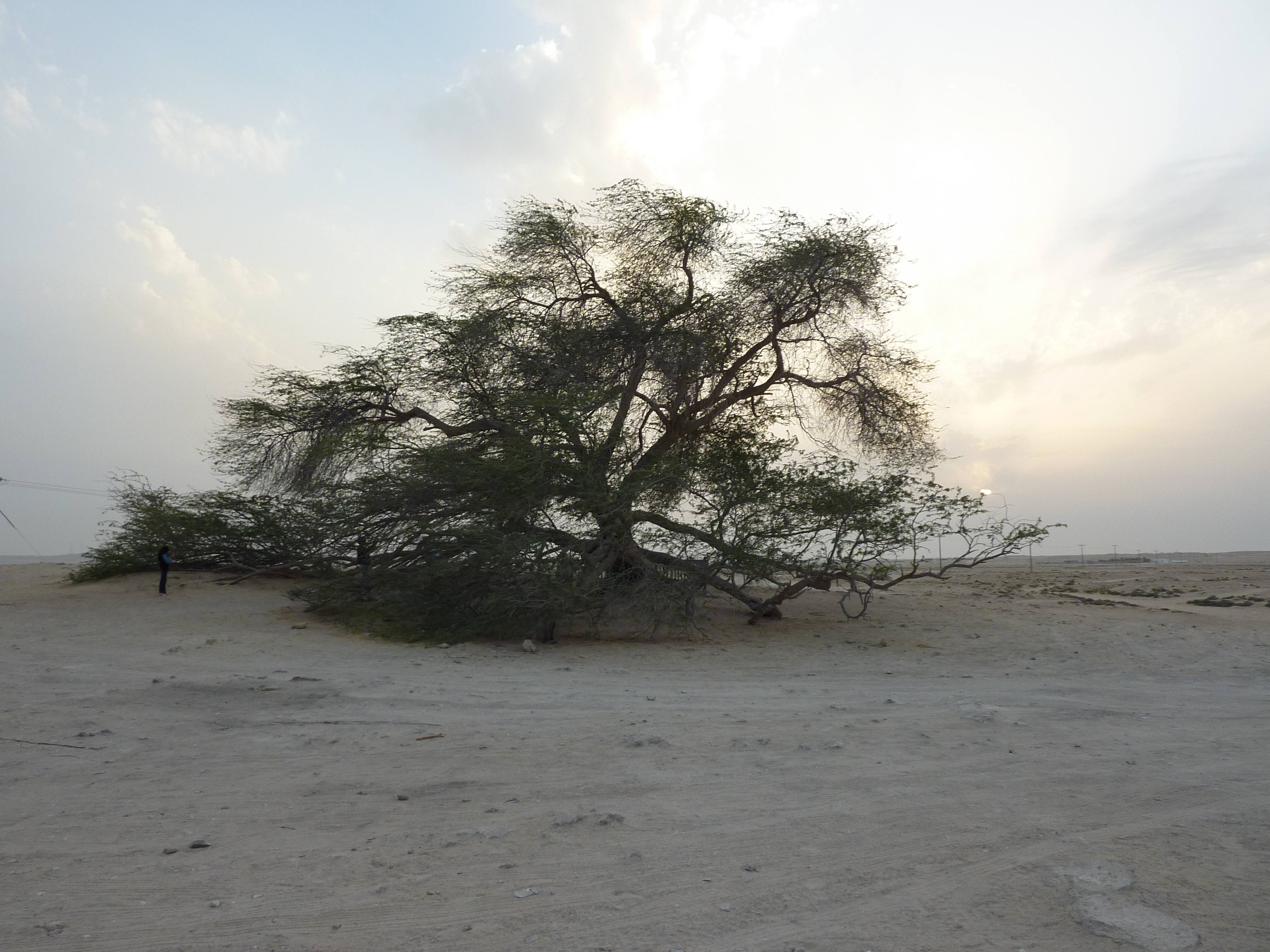
El Árbol de la Vida de Baréin.

Baréin (de la palabra árabe “dos mares”), comprende un archipiélago de treinta y tres islas en el Golfo Pérsico, muy próximas a la costa de la Península arábiga. Las islas se encuentran a unos veinticuatro kilómetros de la costa este de Arabia Saudí, y veintiocho kilómetros de Catar. El área total de las islas es de alrededor de 691 kilómetros cuadrados, o cuatro veces la superficie del Distrito de Columbia. La isla principal, que comprende el 83% de la superficie total, es la Isla de Baréin (también conocida como Al Baharayn), y posee una extensión de 572 kilómetros cuadrados. De norte a sur, Baréin tiene una longitud de 48 kilómetros; alcanza su ancho máximo al norte, con 16 kilómetros en dirección este-oeste.
Coordenadas geográficas: 26°00′ N, 50°33′ E

## Situación geográfica e islas
- Actualmente comprende un archipiélago de 32 islas naturales (luego del retorno de Jenan a Catar en marzo de 2001).

La mayor parte de Baréin está bordeada por una ensenada en general de escasa profundidad y que forma parte del Golfo Pérsico, conocida como el Golfo de Baréin. El fondo marino próximo a Baréin es rocoso y, principalmente en el extremo norte de la isla, se encuentra cubierto por un extenso arrecife de coral. La mayor parte de la isla presenta un paisaje estéril, desértico y de escasa altitud. Los afloramientos de piedra caliza conforman colinas suaves, acantilados y barrancos poco profundos. La piedra caliza está cubierta por diferentes densidades de arena salina, capaces de soportar la vegetación desértica más resistente, sobre todo árboles y arbustos espinosos. Existe una franja fértil de cinco kilómetros de ancho que se extiende a lo largo de la costa norte donde crecen datileras, almendros, higueras y árboles de granada. El interior contiene un escarpe que se alza 134 metros, el punto más elevado de la isla, conocido como Jabal ad Dukhan (Montañas de Humo), nombrado así debido a la niebla que ocasionalmente rodea la cima. La mayor parte de los pozos petrolíferos están situados en las inmediaciones de Jabal ad Dukhan.
Manama (Al Manamah), la capital, está situada en el extremo noreste de la isla de Baréin. El puerto principal, Mina Salman, también se halla ubicado en la isla; ambos se constituyen como los principales centros comerciales, poseyendo las más importantes instalaciones para el refinamiento de crudo. La isla está conectada al continente, Arabia Saudí, y a las demás islas, mediante calzadas elevadas y puentes. La calzada más antigua, construida en 1929, enlaza Baréin a Al Muharraq, la segunda isla en extensión. Aunque la isla es de sólo seis kilómetros de largo, la segunda ciudad más grande, Al Muharraq, y el aeropuerto internacional están situados allí. Una carretera elevada también conecta Al Muharraq con la pequeña isla de Jazirat al Azl, el área principal de diques secos para la reparación de barcos. Al sur de Jazirat al Azl, la isla de Sitrah, lugar de las terminales para la exportación de petróleo, se encuentra conectada a Bharein mediante un puente que se extiende sobre el estrecho canal que separa ambas islas. La calzada hacia la isla de Umm an Nasan, frente a la costa oeste de Baréin, continua sobre tierra firme en el pueblo de Al Khubar, Arabia Saudí. Umm an Nasan es la propiedad privada del emir y coto de caza personal.
Otras islas de cierta significancia incluyen Nabi Salay, que se encuentra al noroeste de Sitrah; la isla de Jidda y Umm as Sabaan, al norte de Umm as Nasan; y un grupo de islas, siendo la mayor la isla de Hawar, próxima a la costa de Catar. Nabi Salah posee varios manantiales de agua dulce que se utilizan para irrigar los extensos palmares de la isla. La pequeña isla rocosa de Jiddah contenía antiguamente la prisión estatal que ha sido convertida en la actualidad en un centro vacacional. Hawar, más quince pequeñas islas en su cercanía, se encuentran bajo disputa territorial entre Baréin y Catar. Hawar tiene un largo de 19 kilómetros y oscila entre uno a medio kilómetro de ancho. El resto de las islas se encuentran deshabitadas y conforman un sitio de anidación para una gran variedad de aves migratorias.

## Clima
Baréin se caracteriza por su clima árido. La isla tiene dos estaciones: un verano extremadamente tórrido y un invierno relativamente templado. Durante los meses de verano, de abril a octubre, las temperaturas de la tarde promedian los 40 °C (104 °F) y pueden alcanzar los 48 °C (118.4 °F) durante junio y julio. La combinación del calor intenso y la alta humedad hacen que esta estación sea muy incómoda. Además, un viento seco y caliente del sudoeste, conocido localmente como qaws, arrastra periódicamente nubes de arena a lo largo del árido extremo sudoeste de Baréin, hacia la ciudad de Manama, durante el verano. Durante los meses de invierno las temperaturas se moderan, por lo que de noviembre a marzo suelen estar entre 10 y 20 °C (50 a 68 °F). No obstante, la humedad suele estar por encima del 90% durante el invierno. De diciembre a marzo, prevalece el viento del sureste, conocido como shamal, que lleva aire húmedo sobre las islas. Sin importar la estación, las temperaturas diarias son bastante uniformes a lo largo de todo el archipiélago.
Baréin recibe escasa precipitación. El promedio anual de precipitaciones es de 72 milímetros (2.8 pulgadas), que se da usualmente en los meses de invierno. No existen en la isla ni ríos ni arroyos de manera permanente. Las lluvias de invierno se manifiestan como breves lluvias torrenciales, inundando los cauces bajos, secos el resto del año, imposibilitando el transporte. Una pequeña parte del agua de lluvia se recupera para riego y consumo humano. Sin embargo, existen numerosos manantiales naturales en la zona norte de Baréin y algunas islas adyacentes. Depósitos subterráneos de agua dulce se extienden bajo el Golfo Pérsico hasta la costa de Arabia Saudí. Desde tiempos antiguos, estos manantiales han atraído colonos al archipiélago. A pesar de la creciente salinización del agua, los manantiales se mantienen como una importante fuente para el consumo humano de Baréin. Desde comienzos de la década de 1980, sin embargo, las plantas desalinizadoras suplen el 60% de las necesidades de consumo diario de agua dulce para uso industrial y doméstico. Uno de los más famosos lugares de interés es el Monumento de la Perla.

## Límites y superficie
Superficie:
- Total: 665 km²
- Ranking en el mundo según superficie: 198
- Tierra: 665 km²
- Agua: 0 km²

Comparación de superficie:
- EUA - 3.5 veces el tamaño de Washington D. C.

Límites: 0 km

Línea de costa: 161 km
Reivindicaciones marítimas:
- Mar territorial: 12 millas náuticas (22.2 km; 13.8 mi)
- Zona contigua: 24 millas náuticas (44.4 km; 27.6 mi)
- Plataforma continental: la extensión de los límites debe ser determinada

Puntos extremos:
- Punto más bajo: Golfo pérsico 0 m
- Punto más elevado: Jabal ad Dukhan 122 m

## Recursos y uso de la tierra
Recursos naturales:
- Petróleo, depósitos de gas natural y gas natural no asociado, pesca, perlas

Uso de la tierra:
- Tierra cultivable: 2.82%
- Cultivos permanentes: 5.63%
- Otros: 91.55% (2005)

Tierra irrigada: 40 km² (2003)
Total de recursos de agua renovable: 0.1 m³ (1997)
Extracción de agua dulce (doméstica/industrial/agricultura):
- Total: 0.3 km³/año (40%/3%/57%)
- Per cápita: 411 m³/año (2000)

## Preocupaciones medioambientales
Peligros naturales
- Sequías periódicas; tormentas de arena

Ambiente – temas de actualidad:

La desertificación resultante de la degradación de la escasa tierra arable, los periodos de sequía, y las tormentas de arena. Degradación de la costa (daño de la línea de costa, arrecifes de coral, y vegetación marina) a causa de los derrames de petróleo y otras descargas que provienen de los buque tanques petroleros, las refinerías de petróleo y las estaciones de distribución; la falta de agua dulce (las aguas subterráneas y el agua marina son los únicos recursos para suplir las necesidades de agua).
Ambiente – acuerdos internacionales:

Parte de: Biodiversidad, Cambio Climático, el Cambio Climático - Protocolo de Kioto, Desertificación, Desechos Peligrosos, Ley del Mar, Protección de la Capa de Ozono, Humedales

Firmado pero no ratificado: ninguno de los acuerdos seleccionados

## Geografía - nota
Cercano a los recursos petrolíferos de Medio Oriente; situación estratégica en el Golfo Pérsico, ya que a través de su geografía circula gran parte del petróleo de Occidente hacia mar abierto.